# Gaybashing-app
De gaybashing-app, gaybashing-applicatie of bashing.be is een applicatie die het geweld tegen holebi's letterlijk in kaart brengt. Gebruikers die slachtoffer zijn geweest van gaybashing kunnen deze dan melden op deze applicatie en dan vastpinnen op een kaart.

## Algemeen
Op 18 januari 2012 lanceerde de anti-gaybashingbeweging Outrage en het communicatiebureau FAMOUS een applicatie in België tegen gaybashing. In Nederland werd de applicatie gelanceerd op  30 mei 2012 door Stichting Vrienden van de Gay Krant (SVGK) in Utrecht.
Het is een gratis smartphoneapplicatie die te verkrijgen is via de App Store en Android Market. Via Google Maps worden alle locaties weergegeven waar er ooit homofoob geweld werd gepleegd en die dan ook gemeld werden via de applicatie. Een tekstballon duidt een incident aan waar verbale agressie plaatsvond. Voor fysieke agressie is dit dan een vuist. Gebruikers van deze applicatie kunnen dan ook zelf meldingen doen, al dan niet anoniem.  De melder moet aanduiden of er sprake is van fysiek of van verbaal geweld en moet de locatie van het incident ook aanduiden op de kaart. Meldingen kunnen enkel via de applicatie gedaan worden en dus niet via de website. Via de website is het wel mogelijk om de meldingen te bekijken.
Naar aanleiding van de voorstelling van de applicatie werd er een rondetafelgesprek gehouden tussen holebi- en transgenderorganisaties en politici. Brussels staatssecretaris voor Mobiliteit, Openbaar Ambt, Gelijke Kansen & Administratieve Vereenvoudiging Bruno De Lille en Vlaams Parlementslid Khadija Zamouri waren hierop aanwezig. Uit het gesprek kwam naar voor dat de applicatie een goed begin is maar dat er meer zal nodig zijn om homofoob geweld aan te pakken.
Zo een melding op de applicatie is laagdrempeliger dan een klacht bij de politie neerleggen. Een melding op de applicatie zal echter niet leiden tot het strafrechtelijke vervolgen van de daders.

## Context
In juni 2011 werd een man in elkaar geslagen vanwege zijn geaardheid. Een vriend van het slachtoffer zette het voorval op Facebook en het incident werd snel verspreid waardoor het heel wat media aandacht kreeg. Een maand later haalde een ander incident de media. In Antwerpen werd een vrouw vanwege haar geaardheid in elkaar werd geslagen. Kort daarna plaatste Outrage op zijn Facebook-pagina de vraag: "Hoe kunnen we gaybashing in de aandacht zetten opdat er hier actie tegen genomen wordt?" Bert Vermeire stelde toen een gaybashing-applicatie voor en heeft deze toen ook mogen ontwikkelen in België.
Onderstaande cijfers kunnen al een beeld geven van de omvang van het probleem. Het is belangrijk in het achterhoofd te houden dat er sprake is van een groot dark number. De aangiftebereidheid blijkt laag te zijn bij holebi’s die slachtoffer zijn geweest van gaybashing.
- Een  op de drie holebi’s zou zich minstens één keer per maand onveilig voelen vanwege zijn of haar geaardheid.
- 60% van de holebi’s kreeg te maken met verbale agressie.
- 20% van de holebi’s werd al bedreigd.
- 10 % van de holebi’s was al slachtoffer van fysieke agressie.[1]

## Doel
- Gaybashingproblematiek in de aandacht brengen bij politici en het grote publiek.
- Proberen aantonen dat het reële cijfer van geweld tegen holebi's hoger is dan officiële cijfers.
- Holebi's waarschuwen waar er veel gaybashing plaatsvindt.[5]

## Cijfers
Een maand na de lancering werden 156 meldingen gedaan via de applicatie waarvan 108 in Brussel. Na een half jaar was er sprake van 310 meldingen in België waarvan 177 in Brussel. Bij 90% van de meldingen zou het gaan om verbaal geweld.
Anno 2013 heeft de applicatie zich uitgebreid over heel de wereld. In 2013 zijn er ongeveer 700 meldingen te vinden op de applicatie. Grootst aantal meldingen zijn wel nog steeds te vinden binnen Europa waarvan bijna 300 in Brussel.